# Мемориальный парк мира в Хиросиме
Мемориальный парк мира в Хиросиме (яп. 広島平和記念公園 Хиросима хэйва кинэн ко:эн) — парк, расположенный на территории бывшего округа Накадзима в префектуре Хиросима, целиком уничтоженного в результате атомной бомбардировки японского города Хиросимы в 1945 году. 

## История
В 1949 году жители города обратились к правительству Японии с прошением о помощи в восстановлении города и создании здесь мемориального комплекса, посвящённого памяти атомной бомбардировки и её жертвам. 7 июля 1949 года был принят специальный закон о восстановлении Хиросимы, 6 августа 1949 года он вступил в силу и в 1950е годы восстановление города активизировалось.
Мемориальный парк мира был создан в 1949-1954 гг. Архитектурный ансамбль парка был спроектирован известным японским архитектором, профессором Токийского университета Кэндзо Тангэ и ещё тремя специалистами, чьи предложения были выбраны посредством специального конкурса, собравшего 145 участников.
При создании парка в нём были посажены деревья, привезённые из-за границы - в том числе берёза, привезённая из СССР.
На монументе «Пламя Мира» постоянно, с момента его зажжения 1 августа 1964 года, горит огонь. По идее создателей парка, этот огонь будет гореть до тех пор, «пока всё атомное оружие Земли не исчезнет навсегда». 

## Современное состояние

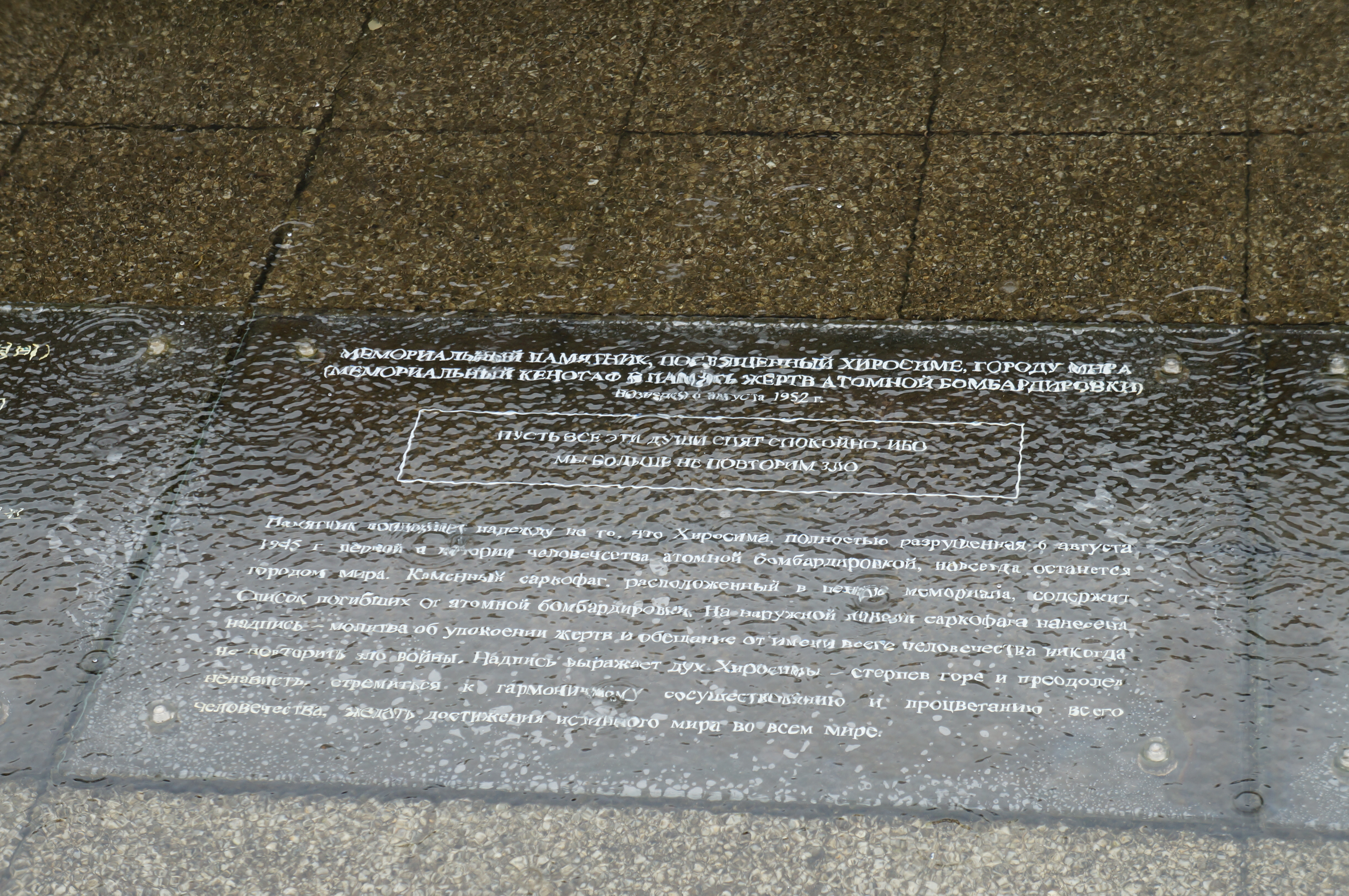
Памятная доска под водой с посвящением на русском языке

На территории в 122 000 квадратных метров (12,2 гектара) находятся Мемориальный музей Мира, множество памятников, ритуальный колокол и кенотаф. Посещение мемориала включено в школьную программу Японии.
Каждый год миллионы японцев приходят 6 августа ровно в 8:15 — в тот миг, когда атомная бомба разорвалась в городе, — звучит поминальный колокол как дань десяткам тысяч погибших, а далее звучит речь премьер-министра Японии.
Самый известный памятник в парке — памятник Садако Сасаки, японской девочке, жительнице Хиросимы, которая во время бомбардировки находилась дома, всего в полутора километрах от эпицентра взрыва. Она умерла спустя 10 лет после трагедии от лучевой болезни. С Садако связана красивая и грустная история: от своего лучшего друга она узнала о легенде, согласно которой человек, сложивший тысячу бумажных журавликов, может загадать желание, которое обязательно исполнится. Легенда повлияла на Садако, и она стала складывать журавликов из любых попадавших в её руки кусочков бумаги. По легенде из книги «Садако и тысяча бумажных журавликов», она успела сделать лишь 644 журавлика. Её друзья закончили работу, и Садако была похоронена вместе с тысячей бумажных журавликов.
Напротив парка, на другой стороне реки Ота находится знаменитый Купол Гэмбаку — одно из немногих зданий центра Хиросимы, уцелевших в результате взрыва.
10 апреля 1970 года корейская диаспора в Японии установила Корейский мемориал жертвам атомного взрыва в Хиросиме рядом с мостом Айой, где был обнаружен обожжённый корейский принц У. Во время японского протектората многие корейцы ехали в Японию в поисках работы либо привозились японцами в принудительном порядке в качестве призывников. Стела установлена на фундаменте в виде черепахи, на которой, согласно надписи, души умерших отправятся в рай. 21 июля 1999 года после долгих переговоров и дискуссий памятник перенесён в мемориальный парк мира в Хиросиме.